# Panupong Wongpila
Panupong Wongpila (thailändisch ภานุพงศ์ วงค์พิลา; * 15. Februar 2003), auch als Dan oder Danny bekannt, ist ein thailändischer Fußballspieler.

## Karriere

### Verein
Panupong Wongpila erlernte das Fußballspielen in der Jugendmannschaft von Buriram United. Hier unterschrieb er 2021 auch seinen ersten Vertrag. Der Verein aus Buriram spielte in der ersten Liga, der Thai League. Die Rückrunde der Saison 2021/22 wurde er an den Drittligisten STK Muangnont FC ausgeliehen. Mit dem Verein aus Ayutthaya spielte er achtmal in der Bangkok Metropolitan Region der Liga. Die Saison 2022/23 spielte er ebenfalls auf Leihbasis bei dem in der Bangkok Metropolitan Region spielenden Prime Bangkok FC. Für den Verein aus der Hauptstadt Bangkok bestritt er zwanzig Drittligaspiele. Ende Mai 2023 kehrte er nach Buriram zurück. Mitte August 2023 ging er nach Hongkong. Hier spielte er bis Jahresende auf Leihbasis beim Erstligisten Sham Shui Po SA. Für den Verein bestritt er sechs Erstligaspiele. Im Januar 2024 kehrt er nach Buriram zurück. Phrae United FC, ein Zweitligist aus Phrae, lieh ihn Anfang Januar 2024 für den Rest der Saison aus. Für Phrae bestritt er elf Ligaspiele. Nach der Ausleihe kehrte er im Sommer 2024 nach Buriram zurück. Mit dem U23-Team von Buriram nahm er 2024 an der U23-Meisterschaft teil. Hier belegte man am Ende der Spielzeit den zweiten Tabellenplatz. Im Januar 2025 wurde er an den in Sisaket beheimateten Zweitligisten Sisaket United FC verliehen. Für den Verein aus Sisaekt bestritt er in der Rückrunde zehn Ligaspiele. Nach der Ausleihe kehrte er im Sommer 2025 nach Buriram zurück. Hier wurde sein Vertrag jedoch nicht verlängert. Im Juli 2025 verpflichtete ihn der Zweitligist Phrae United FC.

### Nationalmannschaft
Panupong Wongpila spielte 2022 dreimal in der thailändischen U19-Nationalmannschaft. Hier kam er im Rahmen der U-19-Südostasienmeisterschaft in Indonesien zum Einsatz.

## Erfolge
Buriram United U23
- Thailändischer U23-Vizemeister: 2024